# Szulec
Szulec – wieś w Polsce położona w województwie wielkopolskim, w powiecie kaliskim, w gminie Opatówek.
Wieś duchowna Solec, własność arcybiskupstwa gnieźnieńskiego, pod koniec XVI wieku leżała w powiecie kaliskim województwa kaliskiego. 
Pod koniec XIX wieku należała, według Słownika Geograficznego Królestwa Polskiego do parafii Opatówek i gminy Marchwacz.
W latach 1954–1958 wieś należała i była siedzibą władz gromady Szulec, po jej zniesieniu w gromadzie Opatówek. W latach 1975–1998 miejscowość administracyjnie należała do województwa kaliskiego.
W pobliskim lesie w roku 1259 rozegrano bitwę, zwaną bitwą w lesie Soleckim.